# Jean-Baptiste Drouet d’Erlon

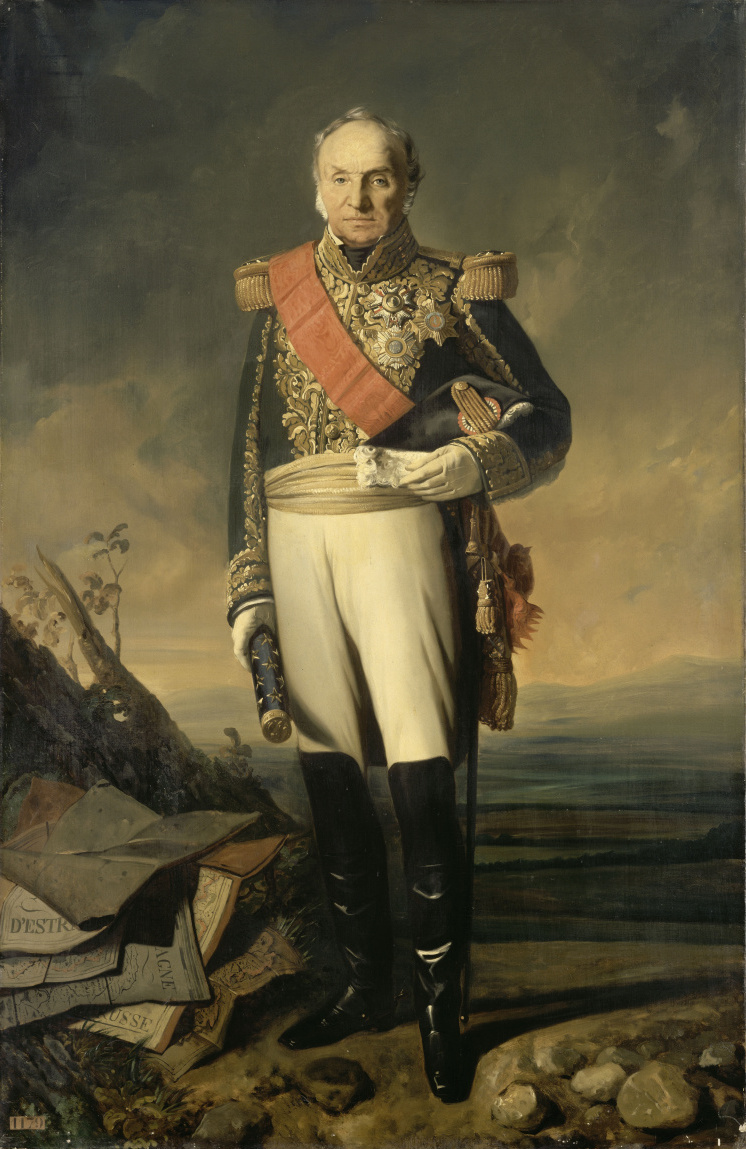
Jean-Baptiste Drouet von Charles-Philippe Larivière (1843)

Jean-Baptiste Drouet, comte d’Erlon (* 29. Juli 1765 in Reims; † 25. Januar 1844 in Paris) war ein französischer General und Marschall von Frankreich.

## Leben
Drouet d’Erlon trat, nachdem er fünf Jahre in der königlichen Armee gedient hatte, 1792 in ein Bataillon Freiwilliger  ein, wurde Adjutant des Generals Lefebvre und machte die Feldzüge von 1793 bis 1796 mit.
Seit 1799 Général de brigade und seit 1803 Général de division, befehligte er unter Marschall Bernadotte 1805 die Truppen, die durch Franken nach Bayern vordrangen, kämpfte 1806 bei Jena, 1807 bei Friedland, half 1809 zur Unterwerfung des Tiroler Volksaufstands mit, führte seit 1810 eine Division unter Masséna in Spanien, schlug 1811 den englischen General Hill und warf ihn auf Lissabon zurück. Er befehligte 1813 in Spanien die Armee des Zentrums und kämpfte 1814 unter Soult in der Schlacht bei Toulouse.
Nach der ersten Restauration wurde er Befehlshaber der 16. Militärdivision. Im März 1815 wurde er als Mitschuldiger bei einem Aufstand im Département du Nord in der Zitadelle von Lille gefangen gesetzt. In der durch Napoleons Annäherung veranlassten Verwirrung konnte er sich der Zitadelle bemächtigen und stellte sich mit den Offizieren seiner Division auf die Seite des Kaisers, der ihn zum Pair ernannte und ihm den Oberbefehl über das 1. Korps übertrug. Mit diesem Korps führte Drouet in der Schlacht bei Waterloo den Hauptangriff aus.
Nach der Kapitulation von Paris zog sich Drouet hinter die Loire zurück. Er floh dann, durch die Anordnung vom 24. Juli geächtet, nach Bayern und lebte in der Nähe von Bayreuth. Infolge der Amnestie vom 28. Mai 1825 nach Frankreich zurückgekehrt, erhielt er nach der Julirevolution 1830 den Oberbefehl über die 12. Division, war vom 28. September 1834 bis zum 28. August 1835 Generalgouverneur von Algerien, wo er die arabischen Büros einrichtete, und übernahm dann wieder den Oberbefehl über die 12. Militärdivision.
Im Mai 1843 wurde er zum Marschall ernannt und starb am 25. Januar 1844.
Seine von ihm selbst verfasste Vie militaire erschien nach seinem Tod (1844).

## Ehrungen
Sein Name ist am Triumphbogen in Paris in der 14. Spalte (DROUET) eingetragen. In Reims wurde ihm ein Standbild auf dem nach ihm benannten Platz errichtet.